# Rio Ével
O rio Ével é um rio no departamento de Morbihan, no oeste da França. Tem 55,8 km  de comprimento. Nasce perto de la Bottine, uma aldeia perto de Radenac. Corre no sentido oeste-sudoeste, e é afluente pela margem esquerda do rio Blavet, no qual desagua entre Baud e Languidic.
Ao longo do seu percurso, o rio Ével passa pelas comunas de Radenac, Réguiny, Moréac, Naizin, Remungol, Pluméliau, Guénin, Baud, Camors e Languidic.